# Košarkaški klub Sloboda Užice
Il Košarkaški klub Sloboda Užice è una società cestistica avente sede nella città di Užice, in Serbia.
Fondata nel 1950, nel corso degli anni ha cambiato varie volte denominazione fino ad assumere il nome attuale nel 2006. Disputa il campionato serbo.
Gioca le partite interne nella Veliki Park Sports Hall, che ha una capacità di 2.200 posti.